# The Riddle (album van Nik Kershaw)
The Riddle is het tweede studioalbum van de Britse zanger Nik Kershaw, uitgebracht op 19 november 1984.

## Achtergrondinformatie
Van het album werd het titelnummer internationaal een grote hit. Volgens Kershaw gaat het nummer niet echt over iets, maar is het gewoon "onzinnig gebral van een popster". De singles Wide Boy en Don Quixote werden iets kleinere succesjes. Het album werd platina in het Verenigd Koninkrijk.
De hoesfoto van het album is genomen op Chesil Beach in Dorset, Engeland. Op de achterkant van het album is Isle of Portland op de achtergrond te zien.
"The Riddle" was zeer succesvol in het Verenigd Koninkrijk, waar het platina werd en de 8e positie haalde in de albumlijst. In de Nederlandse Album Top 100 was het succes iets bescheidener met een 21e positie.

## Tracklist
Alle nummers zijn geschreven door Nik Kershaw. Het album bestaat uit de volgende nummers:

| 1.                 | Don Quixote    |  | 4:55 |
| 2.                 | Know How       |  | 4:52 |
| 3.                 | You Might      |  | 3:17 |
| 4.                 | Wild Horses    |  | 3:59 |
| 5.                 | Easy           |  | 4:13 |
| 6.                 | The Riddle     |  | 3:52 |
| 7.                 | City of Angels |  | 3:56 |
| 8.                 | Roses          |  | 3:58 |
| 9.                 | Wide Boy       |  | 3:28 |
| 10.                | Save the Whale |  | 6:02 |
| Totale duur: 42:32 |                |  |      |